# Potentilla gobica
Potentilla gobica är en rosväxtart som beskrevs av Soják. Potentilla gobica ingår i Fingerörtssläktet som ingår i familjen rosväxter. Inga underarter finns listade i Catalogue of Life.